# Asterix: Sejren over Cæsar
Asterix: Sejren over Cæsar (Astérix et la surprise de César) er en tegnefilm fra 1985 baseret på Asterix-albummene Asterix i trøjen og Asterix som gladiator!.
I forhold til albummene er der sket nogle ændringer. Hvor de kidnappede er hhv. Tragicomix alene i Asterix i trøjen (egentlig tvangsrekrutteret) og Trubadurix Asterix som gladiator! er det i tegnefilmen Tragicomix og Lillefix hele vejen igennem. Trubadurix ses derimod kun kort som tavs statist. Også blandt de fremmedlegionærer, Asterix og Obelix gør selskab, er der sket udskiftninger, i det egypteren og tolken er faldet bort, mens en spanier er kommet til.
Tegnefilmen adskiller sig noget fra de andre film i serien ved flere alvorlige og dramatiske scener om end den vanlige Asterix-komik dog også optræder i rigt mål.

## Plot
Obelix falder for den flotte Lillefix, men hun er allerede par med Tragicomix. En stræbsom romersk option kidnapper parret, men hans centurion sender straks alle tre til Afrika. Da Asterix og Obelix bliver klar over det, lader de hverve til romernes svar på Fremmedlegionen for at komme Lillefix og Tragicomix til undsætning. Men de to elskende har allerede taget flugten, så turen går videre til Rom, hvor både Cæsar, Colosseum, gladiatorer og løver venter.

## Stemmer
| Rolle        | Franske stemmer    | Danske stemmer          |
| ------------ | ------------------ | ----------------------- |
| Asterix      | Roger Carel        | Ove Sprogøe             |
| Obelix       | Pierre Tornade     | Nis Bank-Mikkelsen      |
| Julius Cæsar | Serge Sauvion      | Søren Østergaard        |
| Miraculix    | Henri Labussière   | Søren Østergaard        |
| Majestix     | Jean-Pierre Darras | Torben Hundahl          |
| Lillefix     | Séverine Morisot   | Michelle Bjørn-Andersen |
| Tragicomix   | Thierry Ragueneau  | Henrik Koefoed          |
| Salus-populi |                    | Søren Østergaard        |